# 鄭鎧文
鄭鎧文（1991年12月18日—）一名為台灣棒球選手，阿美族人，目前效力於中華職棒味全龍，曾效力於中華職棒統一7-ELEVEn獅，守備位置為外野手，於2015年季中選秀以第三輪第10順位被統一7-ELEVEn獅挑中，也是獅隊於該次選秀會中選進的第一位野手。由於當時仍在國訓隊，10月1日退伍後，才能以310萬簽約金、激勵獎金100萬加盟。
上大學前的棒球資歷都在花蓮，長打實力被譽為是其學長陳俊秀的接班人，然而直到文化大學畢業後才有機會入選國家培訓隊，並於2015光州世大運一圓國手夢。大二以前是三壘手，之後才為了清位置給棄投從打的球員而轉為外野手，亦可為一壘手。有球探指出，其揮棒幅度較大一點，揮空次數也較多一點，如面對高階投手，選球跟擊球點的掌握問題仍需克服，其目標亦希望以全力揮擊為前提，降低三振數。

## 經歷
- 花蓮縣化仁國中青少棒隊
- 花蓮縣花蓮體中青棒隊
- 文化大學（美孚巨人）棒球隊
- 爆米花夏季聯盟崇越隼鷹隊（2014年5月24日－8月）
- 國訓中心棒球隊（2014年11月－2015年10月1日）
- 中華職棒統一7-ELEVEn獅（2015年10月1日－2023年）
- 中華職棒味全龍（2024年－）

## 特殊事蹟
- 2016年3月20日於新莊棒球場對戰中信兄弟隊，為職棒生涯首次先發，擔任右外野手，該場比賽對手的先發投手剛好是與其名字同音不同字的鄭凱文，也成為兩人首次對戰[4]。
- 2016年3月31日於新莊棒球場對戰義大犀牛隊，八局上從林羿豪手中擊出三分砲，為個人職棒一軍生涯首轟[5]，賽後也把首轟球送給其姑姑[6]，以感念其在鄭鎧文國二時父母相繼過世後的照顧[7]。
- 2016年4月2日於洲際球場對戰中信兄弟隊，六局上面對歐文（英语：Rudy_Owens）(Rudy Owens)敲出陽春砲，成為繼廖敏雄、王柏融後追平新人年連續三場全壘打紀錄[8]。這三人的特點皆為文化大學出身，鄭鎧文與王柏融大學時皆受教於廖敏雄，而鄭鎧文於大三時將第四棒位置交給學弟王柏融。
- 至2016年5月6日止，前22場6轟為中華職棒本土新人第二快，與張泰山並列，最快紀錄則是其學弟王柏融的22場8轟[9]。
- 2016年6月12日於桃園的日場比賽，於七局上面對Lamigo桃猿隊蔡璟豪敲出單季第10轟，達成新人球季二位數全壘打的目標，且47場完成10轟的速度亦為史上第二快[10]。
- 2016年8月19日於新竹球場，七局下面對中信兄弟林克謙擊出陽春全壘打，為單季第19轟，打破中華職棒新人單季全壘打數紀錄[11]。
- 2018年6月23日於澄清湖棒球場面對富邦悍將隊後援投手郭泓志，擊出中華職棒史上第八支再見滿貫全壘打，更是繼同隊陳政賢後，時隔26年再一次的再見逆轉滿貫全壘打（史上第三支）[12]。

## 職棒生涯成績
| 年度 | 球隊           | 出賽 | 打數 | 安打 | 全壘打 | 打點 | 盜壘 | 四死 | 三振 | 壘打數 | 雙殺打 | 打擊率 | 上壘率 | 長打率 | OPS   |
| ---- | -------------- | ---- | ---- | ---- | ------ | ---- | ---- | ---- | ---- | ------ | ------ | ------ | ------ | ------ | ----- |
| 2016 | 統一7-ELEVEn獅 | 109  | 372  | 87   | 24     | 73   | 4    | 63   | 119  | 181    | 7      | 0.234  | 0.340  | 0.487  | 0.827 |
| 2017 | 統一7-ELEVEn獅 | 49   | 144  | 24   | 8      | 31   | 1    | 24   | 52   | 54     | 0      | 0.167  | 0.282  | 0.375  | 0.657 |
| 2018 | 統一7-ELEVEn獅 | 63   | 171  | 39   | 10     | 33   | 5    | 21   | 71   | 75     | 4      | 0.228  | 0.313  | 0.439  | 0.752 |
| 2019 | 統一7-ELEVEn獅 | 23   | 63   | 12   | 3      | 7    | 2    | 5    | 25   | 25     | 0      | 0.190  | 0.250  | 0.397  | 0.647 |
| 2020 | 統一7-ELEVEn獅 | 22   | 48   | 9    | 3      | 3    | 1    | 5    | 26   | 18     | 0      | 0.188  | 0.264  | 0.375  | 0.639 |
| 2021 | 統一7-ELEVEn獅 | 11   | 13   | 0    | 0      | 0    | 0    | 2    | 7    | 0      | 0      | 0.000  | 0.133  | 0.000  | 0.133 |
| 2022 | 統一7-ELEVEn獅 | 32   | 84   | 16   | 4      | 11   | 1    | 6    | 34   | 33     | 2      | 0.190  | 0.244  | 0.393  | 0.637 |
| 2023 | 統一7-ELEVEn獅 | 8    | 19   | 3    | 0      | 0    | 0    | 4    | 6    | 3      | 0      | 0.158  | 0.304  | 0.158  | 0.462 |
| 2024 | 味全龍         | 25   | 62   | 12   | 2      | 7    | 0    | 9    | 23   | 22     | 2      | 0.194  | 0.296  | 0.355  | 0.651 |
| 合計 | 9年            | 342  | 976  | 202  | 54     | 165  | 14   | 139  | 363  | 411    | 15     | 0.207  | 0.304  | 0.421  | 0.725 |

- 粗體紅字為中華職棒單季新紀錄

## 外部連結
- 鄭鎧文在中華職棒官網
- 鄭鎧文在Baseball-Reference.com（小聯盟以及海外聯盟）（英语）
- 鄭鎧文在台灣棒球維基館上的頁面（繁體中文）